# 艾尼斯·曼苏尔
艾尼斯·曼苏尔（阿拉伯语：‎，1924年8月18日—2011年10月21日），埃及作家。曾长期担任《十月》杂志主编。

## 生平
1924年8月18日生于曼苏拉。1947年毕业于开罗大学，获哲学学士学位，之后成为一名新闻工作者。他曾在《根基报》做文学评论员，还在《鲁兹·尤素福》杂志和《金字塔报》担任编辑。1960年代在《今日消息》做报特派记者期间，曾多次出国访问，写下了许多报道和游记，后结集出版《世界二百天》。
1970年开始担任《最后一点钟》报主编。1976年开始担任《十月》杂志创刊主编。
他也是一名翻译家，生涯共翻译过200个短篇小说和20多个剧本，并率先将意大利作家阿尔贝托·莫拉维亚的作品译介至阿拉伯文学。
2011年10月21日因肺炎在开罗逝世。

## 中文译本
- 艾尼斯·曼苏尔. . 由石铁翻译. 北京: 新华出版社. 1986. CSBN 7203·147.